# 揭阳职业技术学院
揭阳职业技术学院（英語：Jieyang Vocational & Technical College，简称揭阳学院），建于1999年，学校位于广东省揭阳市榕城区，直属于揭阳市人民政府，是揭阳市唯一的一所公办全日制高等院校。

## 院系设置
- 师范教育系
- 外语系
- 信息工程系
- 机电工程系
- 生物工程系
- 化学工程系
- 经济管理系
- 艺术与体育系
- 电子商务创业学院
- 思政教学部
- 继续教育部